# Elina Mizuno
Elina Mizuno (水野 絵梨奈 Mizuno Erina?, 8 de febrero de 1993) es una bailarina y actriz japonesa. Fue miembro de los grupos femeninos E-girls y Flower, siendo anteriormente la líder de este último. En 2013, abandonó ambos grupos para dedicarse a la actuación.

## Carrera

### Películas
| Año  | Título              | Papel           | Referencias |
| ---- | ------------------- | --------------- | ----------- |
| 2009 | Gelatin Silver Love | Colegiala       |             |
| 2009 | Nonchan Noriben     |                 |             |
| 2009 | The Shock Labyrinth |                 |             |
| 2011 | Runway Beat         | Kirara Miyamoto |             |
| 2012 | Lesson of the Evil  | Miya Yasuhara   | [ 3 ]       |
| 2015 | That's it           | Ami Nanmu       |             |
| 2015 | Z Island            | Seira           |             |

### Dramas de televisión
| Año  | Título                        | Cadena   | Papel                                         | Referencias |
| ---- | ----------------------------- | -------- | --------------------------------------------- | ----------- |
| 2009 | Tantei M                      | NTV      |                                               |             |
| 2010 | Chase Kokuzei Sasatsukan      | NHK      | Suzuko Haruma                                 |             |
| 2011 | Beat                          | WOWOW    | Tae                                           |             |
| 2011 | Kingyo Club                   | NHK      | Kayoko Kida                                   |             |
| 2012 | Bokuno Natsuyasumi            | Tokai TV | Chieko Igarashi                               |             |
| 2012 | Piece – Kanojo no Kioku       | NTV      | Haruka Origuchi                               |             |
| 2013 | Biblia Koshodō no Jiken Techō | Fuji TV  | Nao Kosuga                                    |             |
| 2013 | 35-sai no Koukousei           | NTV      | Mana Yamashita                                |             |
| 2014 | Yoshiwara Uradoshin           | NHK      | Hatsune (aparición especial en el episodio 1) |             |

### Grupos
| Grupos  | Años activa | Posición          |
| ------- | ----------- | ----------------- |
| E-girls | 2011-2013   | Intérprete        |
| Flower  | 2009-2013   | Intérprete, líder |